# Son Carrió
Son Carrió es una localidad española que pertenece al municipio de San Lorenzo del Cardezar, en Mallorca, comunidad autónoma de las Islas Baleares.
Desde medianos del siglo XIX en el municipio de San Lorenzo del Cardezar se fue produciendo un proceso de subdivisión de las grandes fincas rústicas en unidades más pequeñas, siguiendo la tónica general del resto de Mallorca. En el año 1860 se fue dividiendo buena parte de la finca llamada Son Carrió en pequeñas propiedades que fueron adquiridas por los vecinos de San Lorenzo del Cardezar y Manacor. Entre 1885 y 1893 la subdivisión de las posesiones de Son Tovell, Sa Gruta, Es Rafal de Sa Riba, Son Berga, Es Molinet, Es Boscarró, y muchas otras produjo un aumento importante de población y concretamente al núcleo de Son Carrió una rápida reconversión de terreno rústico a terreno urbano.
Una operación mercantil fue otro de los hechos decisivos que aceleró la evolución del pueblo de Son Carrió: la donación por parte de Joan Lliteres Llull en el 1866 de un trozo de tierra vecina a su tienda para construir un nuevo templo para la población que iba creciendo, creyendo que así la concurrencia de gente aumentaría sus ventas.
Son Carrió se manifiesta como pueblo, y así lo reflejan su voluntad de asociación y agrupación en los centros de diferentes actividades. La Asociación de Tercera Edad, que organizan actividades culturales y recreativas; el centro de gente mayor, donde cada año crece el nombre de matriculados y se empiezan cursos nuevos; la asociación de padres de alumnos, que organizan diferentes tipos de actividades e intenta mejorar y ayudar a los profesores y alumnos por que el curso académico sea más agradable y aprovechable; departamento de servicios sociales, que dispone de servicio de información, orientación y asesoramiento y de los servicios de ayuda domiciliaria, SMOE, que realiza el programa de atención y prevención sociopedagógica a las escuelas y guarderías, los programas de dinamización de las escuelas y la comunidad en general, actividades de animación sociocultural, servicio de información a padres, servicio de información juvenil, Club Deportivo Son Carrió, que pone al alcance de la población la posibilidad de practicar deporte sin necesidad de desplazarse a otro pueblo y el centro musical.

## Fotos

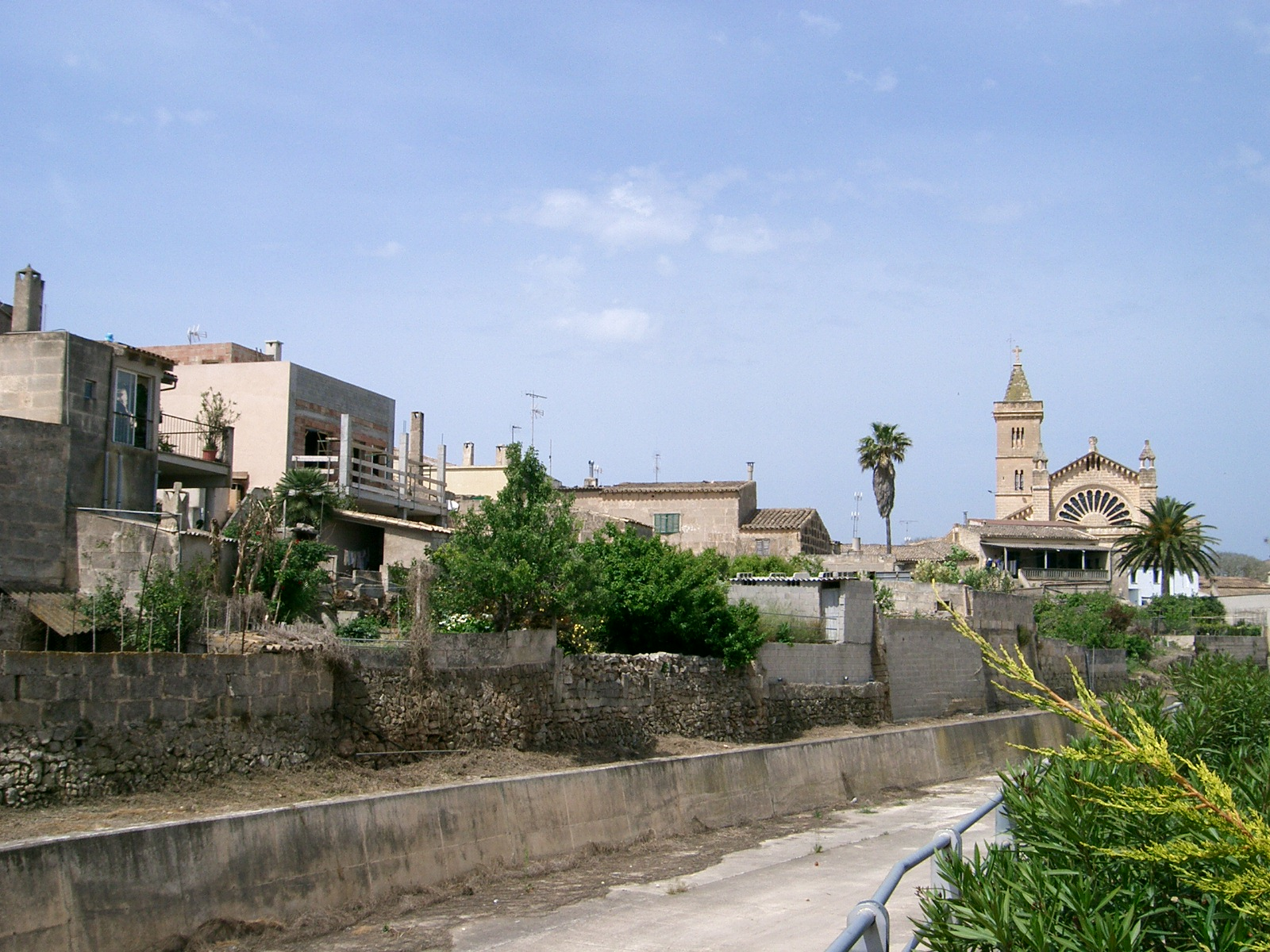
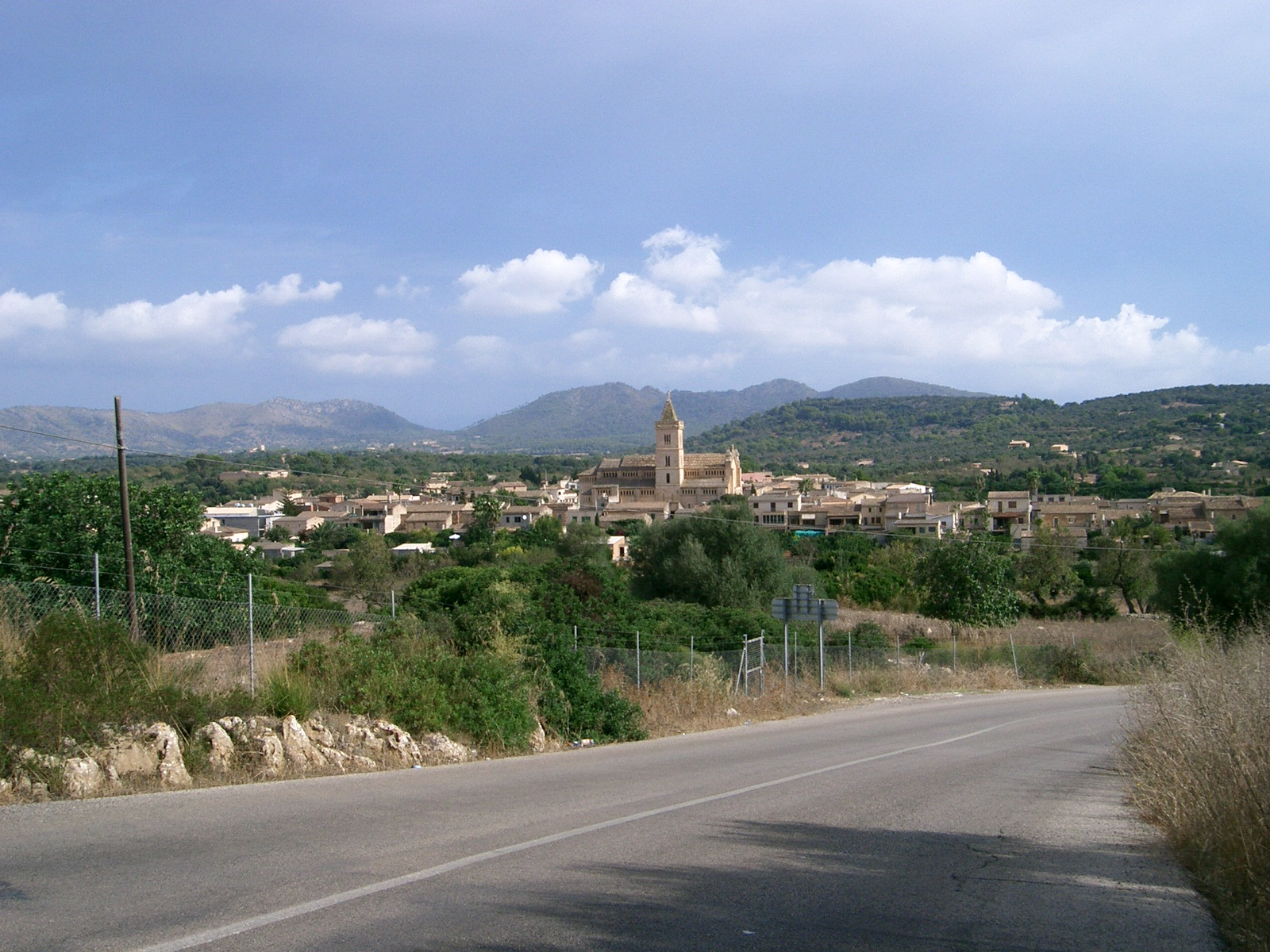
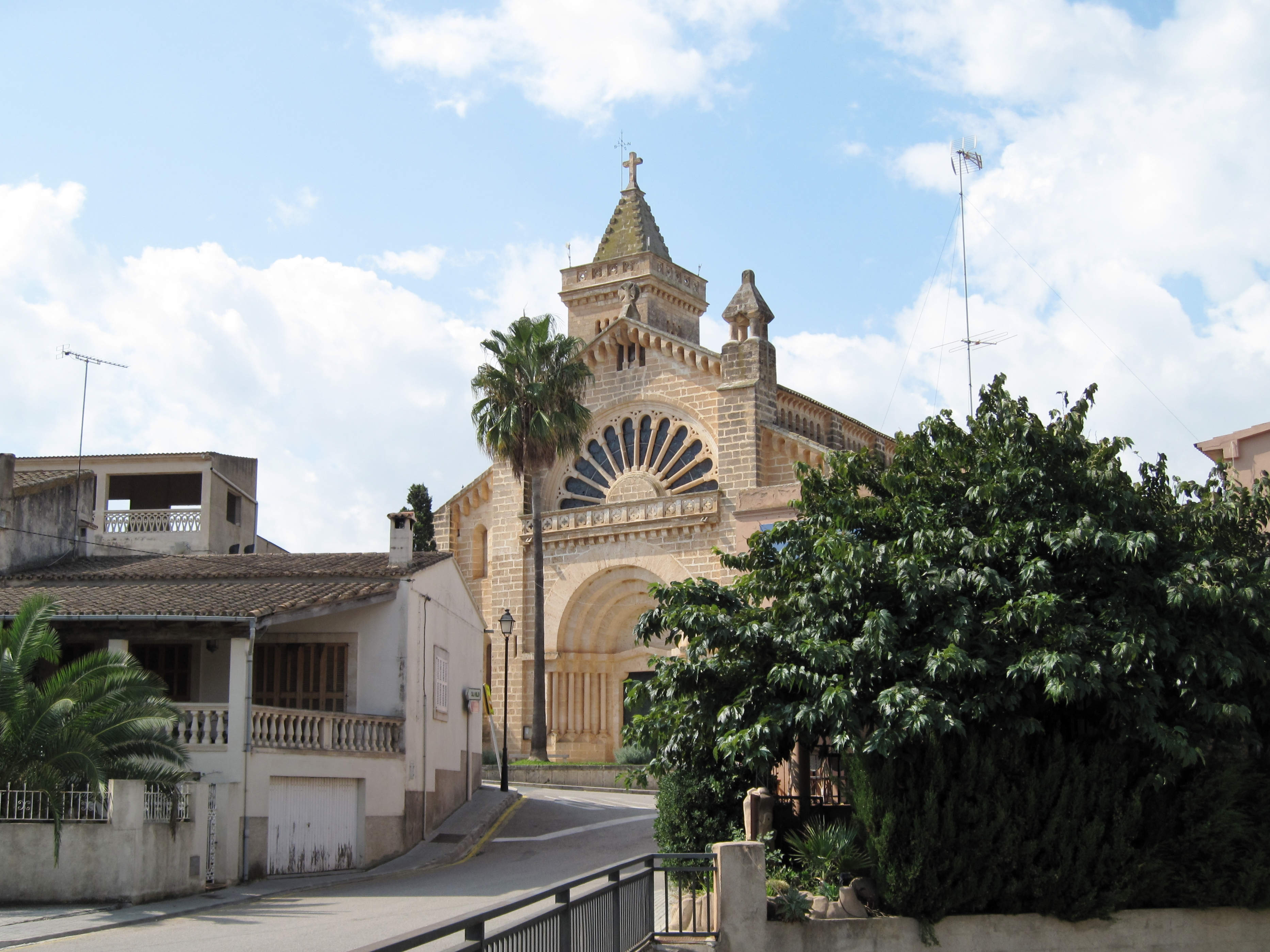
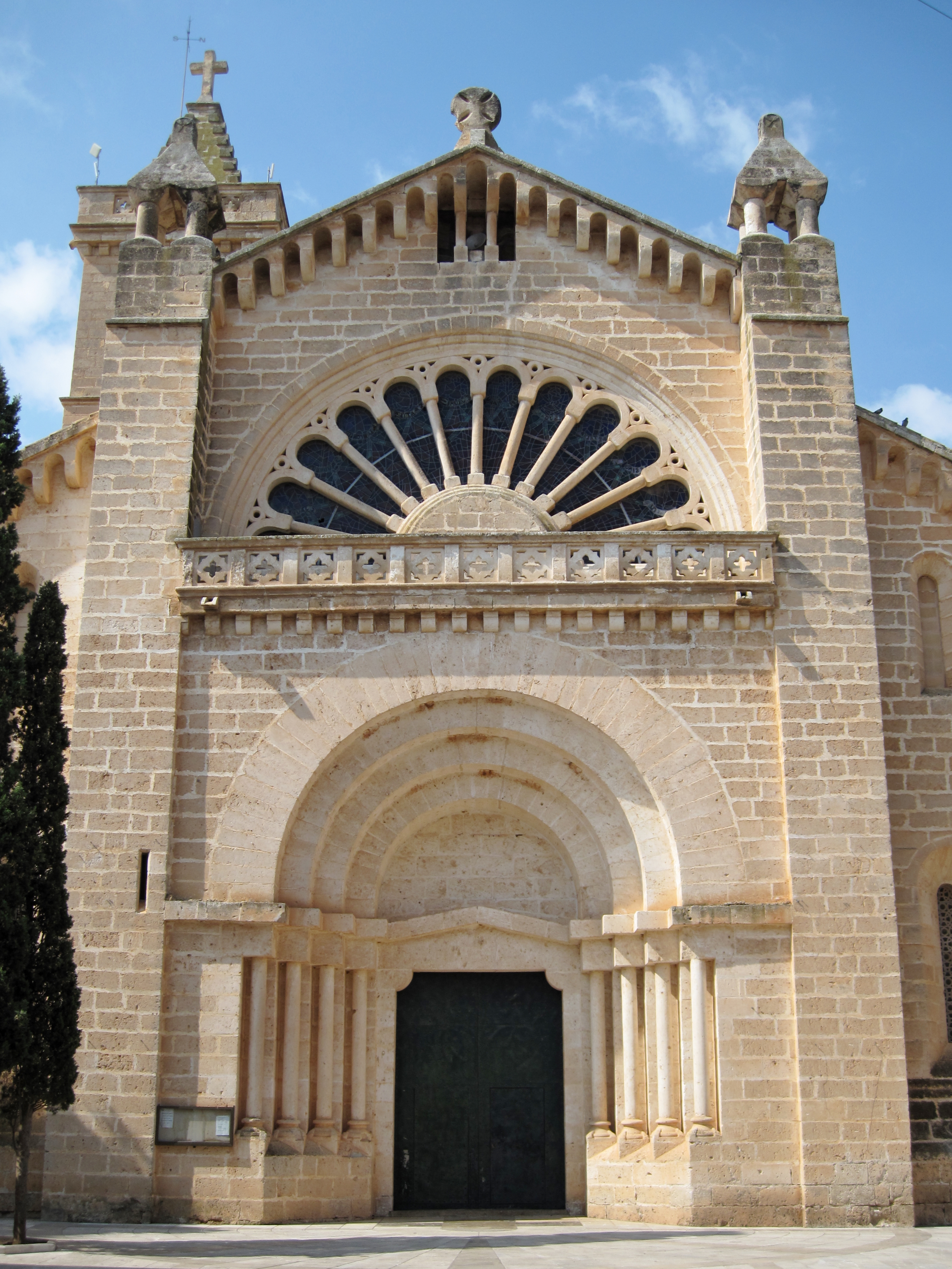
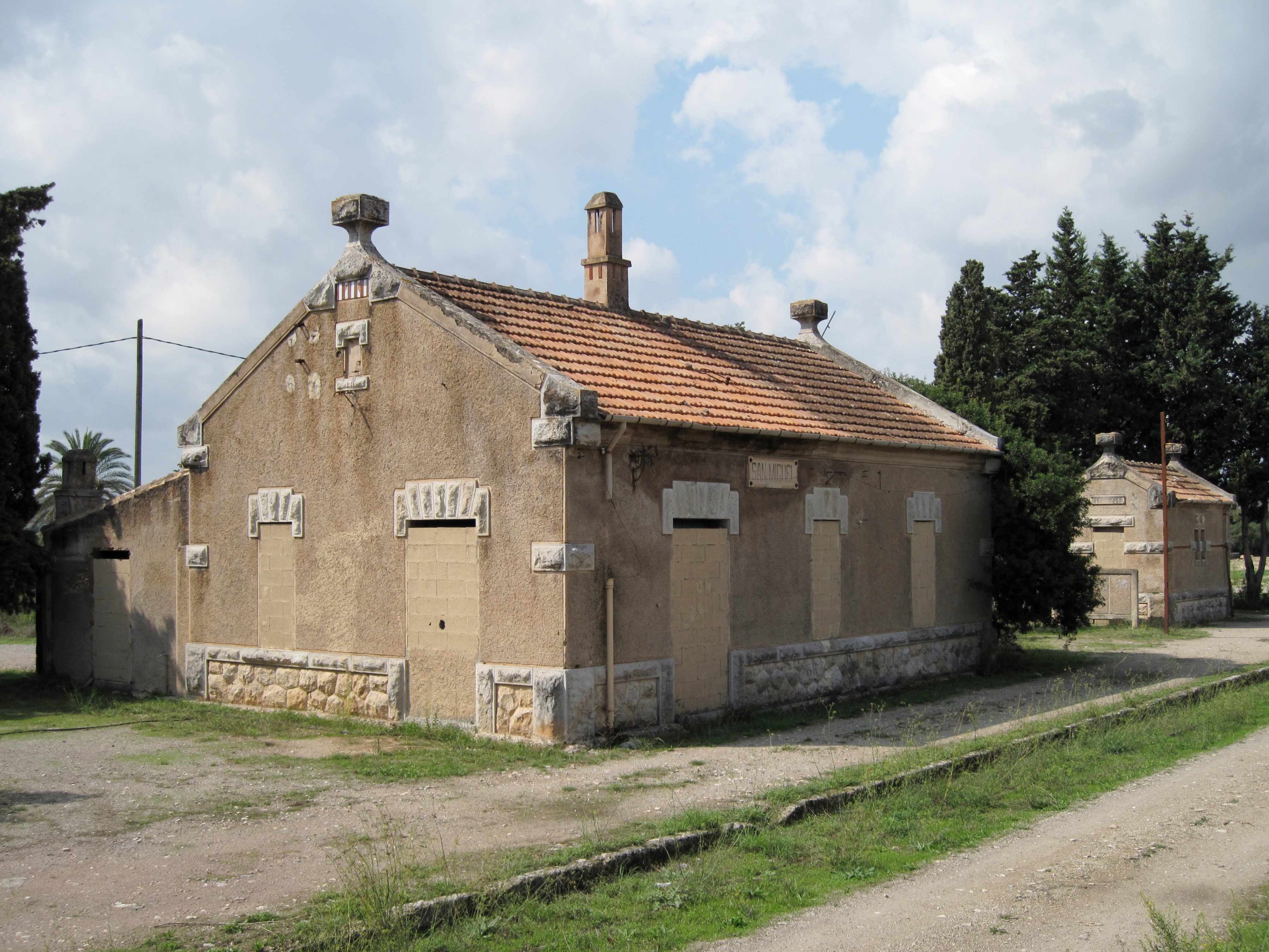